# 長房町
長房町（ながぶさまち）は、東京都八王子市の町丁。丁番を持たない単独町名で、住居表示未実施区域である。郵便番号は193-0824（八王子西郵便局管区）。町名の読みは、行政上は「ながぶさまち」だが、一般的には「ながふさまち」の読みが使用される。大規模都営団地である長房団地がある。

## 地理
八王子市西南部に位置し、南浅川の北側に広がる丘陵地帯である。東で横川町、西で廿里町、南で千人町・並木町・東浅川町、北で横川町・城山手・元八王子町と隣接する。
1927年（昭和2年）に、縄文時代後期の遺跡である船田石器時代遺跡が発見された。

### 地価
住宅地の地価は、2014年（平成26年）1月1日の公示地価によれば、長房町1431番2の地点で9万9,500円/m2となっている。。

### 長房団地
長房団地は、1962年（昭和37年）から1976年（昭和51年）にかけて建設された、約3,600戸の都営団地である。都内有数の大規模都営団地であり、都営長房団地とも呼ばれる。
長房団地の場所は、1944年（昭和19年）4月に戸山から東京陸軍幼年学校が移転し「建武台」と名付けられた。東京陸軍幼年学校は1945年8月2日、八王子空襲の標的とされ焼失、同年8月15日の敗戦に伴い廃止され解散した。その跡地に長房団地が建設された。
長房団地の建設工事に先立ち、遺跡発掘調査が行われた。一時期は団地の居住人口が約2万人に達していた。
2000年代以降は建て替えが進められ、東京都を主体とする「八王子市長房地区まちづくりプロジェクト」により、八王子市内に本社を置くスーパーアルプスを核店舗とする複合商業施設の建設など、都営長房団地の再開発が計画された。
同プロジェクトに基づき、2021年（令和3年）4月には、長房団地の敷地の一部で建て替えが完了。同年4月28日には団地内に、スーパーアルプスが運営するショッピングセンター「コピオ長房」がグランドオープンした。

## 歴史

### 沿革
- 1889年（明治22年）4月1日 - 町村制施行により、神奈川県南多摩郡下長房村が散田村、下椚田村、館村、寺田村、大船村と合併し、横山村が成立する。下長房村は横山村大字下長房となる。
- 1955年（昭和30年）4月1日 - 横山村が八王子市に編入、横山村大字下長房は八王子市大字下長房となる。
- 1956年（昭和31年）10月1日 - 町名変更により、八王子市大字下長房が八王子市長房町となる。
- 1962年（昭和37年）- 都営長房団地の建設開始[6]。
- 1974年（昭和49年）- 都営長房団地で入居開始。[要出典]
- 1976年（昭和51年）- 都営長房団地が完成[6]。
- 1982年（昭和57年）11月1日 - 長房町の西側の一部を分離し、八王子市廿里町とする。
- 1995年（平成7年）2月18日 - 住居表示実施により、町域の一部が城山手1丁目・2丁目に編入[12]。
- 2021年（令和3年）
  - 4月 - 長房団地の敷地の一部で建て替えが完了[6]。
  - 4月28日 - 長房団地内に「コピオ長房」がグランドオープン[11]。
  - 5月 - カインズ八王子長房店が「コピオ長房」B棟にオープン。

## 世帯数と人口
2017年（平成29年）12月31日現在の世帯数と人口は以下の通りである。
| 町丁   | 世帯数    | 人口     |
| ------ | --------- | -------- |
| 長房町 | 6,730世帯 | 13,435人 |

## 小・中学校の学区
市立小・中学校に通う場合、学区は以下の通りとなる。
| 番地 | 小学校                   | 中学校               |
| --- | ------------------------ | -------------------- |
| 1〜58番地、78〜86番地、88番地 | 八王子市立第五小学校     | 八王子市立第四中学校 |
| 1591〜1592番地 | 八王子市立浅川小学校     | 八王子市立浅川中学校 |
| 59〜77番地、87番地、89〜372番地、376〜405番地 557番地、567番地、573番地、687番地 691〜704番地、756〜759番地、761〜773番地 774番地2、775〜777番地 | 八王子市立長房小学校     | 八王子市立長房中学校 |
| 581番地、588番地、633〜649番地、705〜755番地 760番地、774番地1、778〜1480番地 1583〜1590番地、1603〜1619番地、1621〜1832番地 | 八王子市立船田小学校     | 八王子市立長房中学校 |
| 373〜375番地、406〜446番地、450番地1〜2・4 450番地10〜12・30〜42・98・101・110・130〜132 450番地134〜139・141〜155・161・163〜167 450番地175〜176・178〜181・186・200・207〜209 450番地212・214〜215・217・234・239〜245 451〜456番地、457番地1・4〜5・8・11〜12・15〜16 457番地19〜20、459〜462番地、463番地1・11 520〜544番地(50〜54・56〜61号棟)、545〜551番地 | 八王子市立横山第二小学校 | 八王子市立横山中学校 |
| 449番地、450番地5・8・43〜95・99〜100・102 450番地104〜108・111〜122・124〜129・140 450番地156〜160・162・168〜174・177・218 450番地220・256、457番地2〜3・6〜7・9〜10・13〜14 457番地17〜18、463番地2・8〜10・12〜19 467〜519番地、520〜544番地(55・62〜68号棟) 614〜631番地、1481〜1582番地                                                                     | 八王子市立横山第二小学校 | 八王子市立陵南中学校 |

## 施設

### 教育
- 八王子市立長房中央保育園　※読みは「ながふさちゅうおう」
- 八王子市立長房西保育園　※読みは「ながふさにし」
- 八王子白百合幼稚園（学校法人白峰学園）
- 八王子市立長房小学校
- 八王子市立船田小学校
- 八王子市立長房中学校
- 東京都立富士森高等学校

### 郵便局・金融機関
- 八王子長房郵便局　※読みは「はちおうじながふさ」
- みずほ銀行長房出張所（母店・八王子支店）　※読みは「ながふさ」

### 商業
- コピオ長房
  - A棟
    - スーパーアルプス 長房店
    - セリア コピオ長房店
    - クリエイトSD コピオ長房店
    - ほか

  - B棟
    - カインズ 八王子長房店

### 福祉
- 特別養護老人ホーム長舟園
- デイホームむつみの園

### 公園・神社・寺院
- 陵南公園
- 三軒在家稲荷神社
- 日光神社
- 山王神社
- 龍泉寺 - 八王子三十三観音の第十三番札所
- 東照寺 - 八王子三十三観音の第十四番札所
- 長泉寺
- 大宣寺
- 慈眼寺
- 常泉寺東京別院
- 本淨寺別院開教院
- 久松寺吉祥院

### 現存しない施設
- 多摩御陵前駅（京王御陵線）
- 東京陸軍幼年学校

## 史跡
- 船田石器時代遺跡
- 中郷遺跡
- 武蔵陵墓地

## 交通

### バス
- 西東京バス
  - 西八王子駅 - 富士森高校 - グリーンタウン高尾・高尾駅北口行
  - 京王八王子駅・西八王子駅 - 富士森高校 - 長房団地・城山手行

かつては京王電鉄バスも、長房団地方面の路線を運行していたが、西東京バスへ移管された。詳細は京王電鉄バス八王子営業所#移管路線を参照。

### 道路
- 東京都道187号多摩御陵線

## 長房町が登場する作品
- 南浅川橋など陵南公園周辺一帯は、『青春ド真中!』、『ゆうひが丘の総理大臣』、『あさひが丘の大統領』などのテレビドラマのロケ地であった。また『二重生活』のロケ地ともなった。